# Mazsalaca
Mazsalaca (németül: Salisburg) település Lettország északi részén, közel az észt határhoz.

## Története
A környéken már a kőkorszakban megtelepedett az ember. Itt tárták fel Észak-Európa legnagyobb kőkorszaki temetőjét a Krisztus előtti 5. évezredből.
Mazsalaca létét a Salaca folyón 1864-ben épített hídnak köszönheti. A híd megnyitását követően gyorsan kialakult a település, amely 1928-ban már városi jogokat is kapott.
Az 1935–37 között épült, Rigát Tallinnal összekötő vasútvonal itt keresztezte a Salacát. A város pályaudvarát 1937. október 9-én avatták fel, 60 évvel később, 1997-ben azonban rentabilitás hiányára hivatkozva bezárták.

## Mazsalaca testvérvárosai
- Harsewinkel, Németország

## Külső hivatkozások
- A város hivatalos honlapja
- Mazsalaca Idegenforgalmi Hivatala